# Olney Springs
Olney Springs è un centro abitato (town) degli Stati Uniti d'America, situato nella contea di Crowley dello Stato del Colorado. Nel censimento del 2000 la popolazione era di 389 abitanti.

## Geografia fisica
Secondo i rilevamenti dell'United States Census Bureau, Olney Springs si estende su una superficie di 0,6 km².